# Ischnosiphon fusiformis
Ischnosiphon fusiformis är en strimbladsväxtart som beskrevs av Bengt Lennart Andersson. Ischnosiphon fusiformis ingår i släktet Ischnosiphon och familjen strimbladsväxter. Inga underarter finns listade.